# Club Deportivo San Luis de Quillota
Maillots
Dernière mise à jour : 4 février 2012.
Le Club Deportivo San Luis de Quillota est un club de football chilien basé à Quillota.

## Anciens joueurs
- Víctor Cabrera
- Manuel Neira
- Humberto Suazo
- Jorge Vargas
- Patricio Yáñez